# Hyaloscypha iridina
Hyaloscypha iridina är en svampart som beskrevs av Velen. 1934. Hyaloscypha iridina ingår i släktet Hyaloscypha och familjen Hyaloscyphaceae.   Inga underarter finns listade i Catalogue of Life.